# Nederländska Antillernas vapen

Wapen van de Nederlandse Antillen, 1964-1986

De fem stjärnorna på vapenskölden i Nederländska Antillernas statsvapen representerar de fyra öarna Curaçao och Bonaire utanför Venezuelas kust (i Leeward Islands),  Saba och Saint Eustatius samt Sint Maarten på ön  Saint Martin i Små Antillerna.
Fram till 1986 hade skölden sex stjärnor. En av stjärnorna stod då för Aruba, men 1986 bröts Aruba ut och blev en egen, jämställd del av Kungariket Nederländerna vid sidan av Nederländska Antillerna och den europeiska delen av Nederländerna.